# Stanford J. Shaw
Stanford J. Shaw (ur. 5 maja 1930 w Saint Paul, zm. 16 grudnia 2006 w Ankarze) – amerykański historyk, orientalista, badacz dziejów imperium osmańskiego. 

## Życiorys
Urodził się w rodzinie emigrantów z Rosji. Absolwent Stanford University, uczeń Wayne'a S. Vucinicha. Następnie studiował historii Bliskiego Wschodu na uniwersytecie w Princeton (magisterium 1955). W Wielkiej Brytanii studia uzupełniał m.in. w School of Oriental and African Studies University of London pod kierunkiem takich naukowców jak: Bernard Lewis i Paul Wittek. Doktorat zrobił w 1958 na Stanford University, temat dotyczył panowania tureckiego w Egipcie. W latach 1958–1968 był wykładowcą Harvard University, 1968-1992 University of California w Los Angeles. w latach 1999-2006 wykładał na uniwersytecie w Ankarze. Jego najbardziej znanym dziełem jest dwutomowa History of the Ottoman Empire and Modern Turkey. Pierwszy tom został przyjęty bardzo krytycznie przez recenzentów. Speros Vryonis oskarżył Shawa o plagiat z prac innych historyków. Inni recenzenci wskazywali na spora liczbę błędów i przekłamań. W drugi tomie dotyczącym dziejów Turcji w XIX i XX wieku, napisanym wraz z żoną Ezel Kural Shaw zaprzeczył Ludobójstwa Ormian. 

## Wybrane publikacje
- The Financial and Administrative Organization and Development of Ottoman Egypt, 1517-1798 (Princeton University Press, Princeton, N.J., 1962)
- Ottoman Egypt in the Age of the French Revolution (Harvard University Press, 1964)
- The Budget of Ottoman Egypt, 1005/06-1596/97 (Mouton and Co. The Hague, 1968)
- Between Old and New: The Ottoman Empire under Sultan Selim III. 1789-1807 (Harvard University Press, 1971)
- Ottoman Egypt in the Eighteenth Century (Harvard University Press)
- History of the Ottoman Empire and Modern Turkey (2 volumes, Cambridge University Press, 1976–1977) (with Ezel Kural Shaw)
- The Jews of the Ottoman Empire and the Turkish Republic (Macmillan, London, and New York University Press, 1991)
- Turkey and the Holocaust: Turkey's role in rescuing Turkish and European Jewry from Nazi persecution, 1933-1945 (Macmillan, London and New York University Press, 1992)
- From Empire to Republic: The Turkish War of National Liberation 1918-1923: a documentary Study (I - V vols. in 6 books, TTK/Turkish Historical Society, Ankara, 2000)
- The Ottoman Empire in World War I, Ankara, TTK, two volumes, 2006-2008.

## Publikacje w języku polskim
- Cywilizacje Wschodu (XVII-XIX wiek); Od wielkich rewolucji do restauracji, aut. Stanford J. Shaw et al., red. tomu Magdalena Olkuśnik, Wojciech Adamski, Madrid: Mediasat Group - Kraków: Mediasat Poland 2007.
- Historia Imperium Osmańskiego i Republiki Tureckiej, t. 1: 1280-1808, przeł. Bartłomiej Świetlik, Warszawa: Wydawnictwo Akademickie Dialog 2012.
- (współautor: Ezel Kural Shaw), Historia Imperium Osmańskiego i Republiki Tureckiej, t. 2: 1808-1975, przeł. Bartłomiej Świetlik, Warszawa: Wydawnictwo Akademickie Dialog 2012.